# 57 Mnemosina
57 Mnemosína (mednarodno ime 57 Mnemosine, starogrško starogrško Mνημοσύνη: Mnemosíne) je velik asteroid tipa S, ki se nahaja v glavnem asteroidnem pasu. 

## Odkritje
Asteroid je odkril Karl Theodor Robert Luther  (1822 – 1900) 22. septembra 1859. . Ime je dobil po Mnemosini, ki je bila Titanka v grški mitologiji.

## Lastnosti
Asteroid Mnemosina obkroži Sonce v 5,59 letih. Njegova tirnica ima izsrednost 0,188, nagnjena pa je za 15,200° proti ekliptiki. Njegov premer je 112,6 km, okrog svoje osi pa se zavrti v 12,463 h .